# Loan to value
Loan to value (LTV) v překladu znamená „úvěr k hodnotě“. Jedná se o finanční výraz vyjadřující poměr mezi hypotečním úvěrem a zástavní hodnotou nemovitosti. Udává se často v kombinaci s číselnou hodnotou Např. obecně používaný výraz "osmdesátiprocentní hypotéka" je tedy formálně nazývána jako LTV 80. Číslo značí procento z ceny nemovitosti, ze kterého lze vypočítat maximální výši hypotečního úvěru. Pokud je tedy například cena nemovitosti 2 500 000 Kč, při LTV 50 (padesátiprocentní hypotéce) může klient požádat o hypotéku v maximální výši 1 250 000 Kč.
LTV je jeden z hlavních rizikových faktorů, který věřitel (např. banka) hodnotí při kvalifikaci dlužníka (žadatel o hypotéku). Pravděpodobnost prodlení při splácení a hrozba, že dlužník nebude moci hypotéku splácet, se zvyšuje s vyšším LTV poměrem, který dlužník žádá. Proto věřitelé často požadují od dlužníka pojištění hypotéky (životní pojištění dlužníka, pojištění nemovitosti, atd.). Toto zvyšuje náklady na hypotéku. Obecně lze říci, že čím vyšší LTV, tím může být vyšší úrok.

## Hodnoty LTV v České republice
Následující tabulka vyjadřuje poptávku potenciálních žadatelů po hypotéce dle LTV. Je patrné, že LTV 100, stoprocentní hypotéka, byla v daném období mezi občany České republiky nejžádanější.
| LTV       | Procento žadatelů (rok 2010 a první kvartál 2011) |
| --------- | ------------------------------------------------- |
| LTV 100   | 47 %                                              |
| LTV 70-90 | 25 %                                              |
| LTV 50-70 | 16 %                                              |
| LTV <50   | 12 %                                              |

Od poloviny roku 2021 Česká národní banka získala pravomoc stanovovat horní hranici ukazatele. S účinností od 1. dubna 2022 banky nemohou poskytovat úvěry s LTV vyšším než 80 %, tedy nad 80 % hodnoty zastavené nemovitosti (90 % pro žadatele mladší 36 let).

## Hodnoty LTV v zahraničí

### USA
Ve Spojených státech amerických je limitní hodnota LTV 80. Pro hypoteční úvěry vyšší než LTV 80 je požadováno pojištění nemovitosti od dlužníka.

### Austrálie
V Austrálii je Loan to Value Ratio zkracováno jako LVR místo LTV. LTV rovno nebo menší než 80 je bráno jako malý risk pro věřitele. Pro LTV menší než 60 nejsou požadovány od dlužníka dokumenty o jeho financích (např. doložení příjmu, atd.)

### Velká Británie
Ve Velké Británii byly na začátku hypotečních úvěrů možné LTV až do 125. Ke konci roku 2011 jsou ale nejběžnější hypoteční úvěry LTV 75, zatímco nad LTV 90 již nejsou lehce dostupné.